# Ali Boumendjel
Pour les articles homonymes, voir Boumendjel.
Ali Boumendjel, né le 24 mai 1919 à Relizane et mort le 23 mars 1957 à El Biar, est un avocat et militant politique algérien. 
Torturé et exécuté par les parachutistes du général Massu lors de la bataille d'Alger durant la guerre d'Algérie, son assassinat est alors maquillé en suicide.

## Biographie
Issue d’une famille paysanne originaire de la commune de Beni Yenni en Kabylie, Ali Boumendjel naît à Relizane, dans le nord-ouest de l'Algérie, fils de l’un des premiers instituteurs kabyles installés dans l’Oranie.
Ali fait des études de droit et devient avocat. Son éveil politique s’effectue au temps du Front populaire. Il est marqué par l’appel à l’émancipation de la nation algérienne que lance Messali Hadj et sensible à l’engagement et à la mobilisation communiste dans le Congrès musulman. Il refuse le service militaire dans l’Armée française, ce qui lui vaut d’être fiché pour activités anti-françaises et d’être considéré comme un nationaliste dangereux.[réf. nécessaire]
Après 1945 il est comme son frère, membre de l’Union démocratique du manifeste algérien (UDMA) et collabore au journal L'Égalité, il fait partie aussi des amis d'Alger républicain et devient l’homme des contacts sinon des alliances dans les tentatives de front démocratique avec le Parti communiste algérien. Il a place ici[pas clair] pour être un des fondateurs aux côtés des communistes et de progressistes français du Conseil mondial de la paix. En avril 1949, il soulève l’enthousiasme de la salle Pleyel à Paris par sa dénonciation des méfaits de l’ordre colonial en Algérie.[réf. nécessaire] Son action au Mouvement de la paix dans la mouvance soviétique aggrave la charge de son dossier de police, d’autant que le Mouvement de la paix a un écho libérateur dans les pays dominés, en Égypte notamment.

### Assassinat maquillé en suicide sur ordre d’Aussaresses
Ali Boumendjel est arrêté le 9 février 1957, pendant la bataille d'Alger. Il est détenu en divers lieux de la région d'Alger et torturé. Il est assassiné quarante-trois jours après son arrestation, le 23 mars 1957, sur ordre du commandant Paul Aussaresses, lui-même obéissant aux ordres de ses supérieurs, et qui le reconnaitra lui-même dans ses mémoires parus en 2001, confirmant que l'exécution avait été planifiée. Ali Boumendjel a été jeté du sixième étage d’un immeuble abritant un centre de torture, situé à El Biar sur les hauteurs d’Alger, permettant de maquiller son assassinat en suicide par défénestration. Sa mort avait secoué les intellectuels français de tous bords cherchant à connaitre la vérité sur la fin de ce jeune avocat pacifiste. C'est dans ce même immeuble qu'ont été détenus et torturés le journaliste Henri Alleg et le mathématicien Maurice Audin, lui-même porté disparu depuis lors.

### Reconnaissance de l'État français
À la suite des préconisations du rapport de l'historien Benjamin Stora sur la mémoire franco-algérienne, le 2 mars 2021, le président français Emmanuel Macron reconnaît qu'Ali Boumendjel a été « torturé et assassiné » par l'armée française. Le président a reçu quatre des petits-enfants d'Ali Boumendjel pour leur annoncer la reconnaissance, au nom de la France, de son assassinat. Le communiqué évoque ainsi l'aveu de Paul Aussaresses d'avoir ordonné à l'un de ses subordonnés de maquiller l'assassinat en suicide,.
Après cette rencontre, un groupe de 18 jeunes d'origines différentes travaillent sur les « blessures mémorielles » et remettent un rapport en novembre 2021.

## Distinctions
En 1999, Ali Boumendjel reçoit l'ordre du Mérite national algérien à titre posthume.

## Hommages

### En Algérie

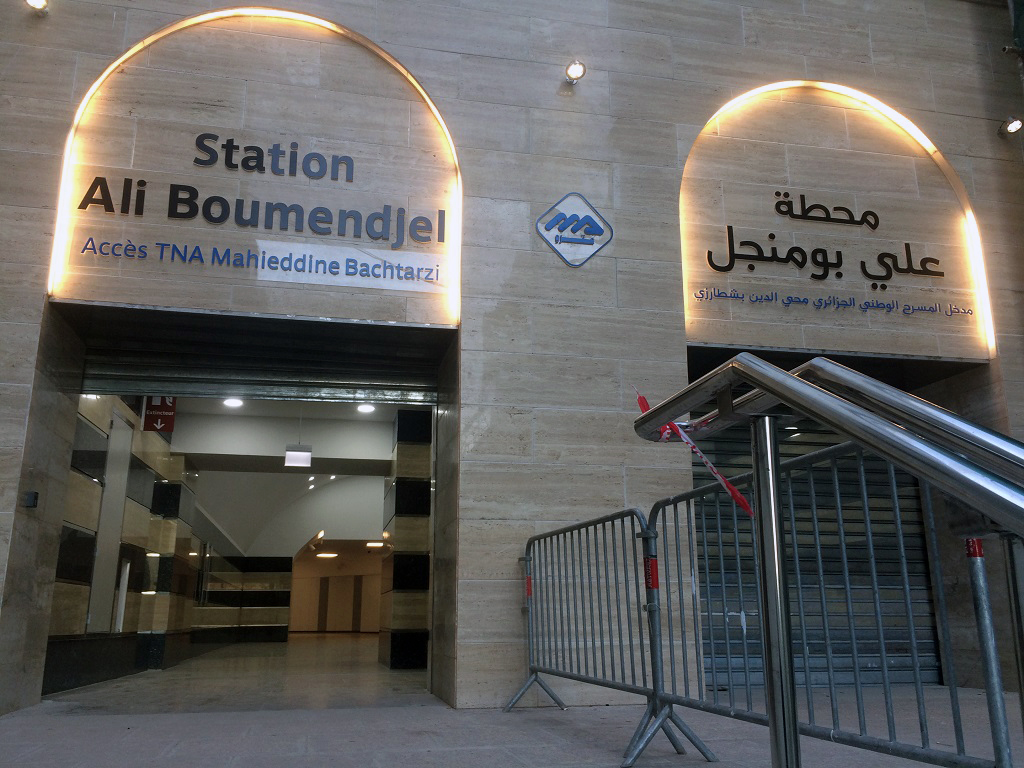
Accès Théâtre de la station Ali Boumendjel du métro d'Alger.

Une rue et une station du métro portent son nom à Alger ainsi qu'une cité à Relizane, sa ville natale. En novembre 2022, une rue Ali Boumendjel est inaugurée en France, à Gonesse.

### En France
Le 19 septembre 2022, le conseil municipal de Gonesse décide à l'unanimité de donner le nom d'« allée Ali BOUMENDJEL » au mail de la ville. Le 29 novembre, la plaque de rue portant cette mention est dévoilée en présence de « la famille » du militant nationaliste,,.

## Décorations
- Ahid de l'ordre du Mérite national d'Algérie.

### Sources
- Malika Rahal, Ali Boumendjel : une affaire française, une histoire algérienne, Paris, Belles Lettres, 2010 et Alger, Barzakh, 2011
- Malika Rahal, « La terrasse. Retour sur une histoire du temps présent », billet (consulté le 10 mai 2016)
- Paul Aussaresses, Services spéciaux Algérie, 1955-1957 : mon témoignage sur la torture, Paris, Perrin, 2001.
- Pierre Vidal-Naquet : « Il faut prendre ce livre pour ce qu'il est, les Mémoires d'un assassin » sur Algeria-Watch